# トニー・マーシュ (ラグビー選手)
トニー・マーシュ（Tony Marsh、1972年8月12日 - ）は、ニュージーランド・ロトルア出身のラグビー選手である。ニュージーランドとフランスで選手生活をおくり、フランス選手権トップ14のクレルモン・オーベルニュに所属していた。ポジションはセンター。
日本のNECグリーンロケッツでプレーしたグレン・マーシュは双子の兄。

## 来歴
ニュージーランドのスーパー12（現スーパー14）ブルース、クルセイダーズに所属し活躍していたが、オールブラックス入りは果たせず、1998年に渡仏。
2001年にフランス代表入り。2003年のワールドカップメンバー入りを果たした。3位決定戦でオールブラックスと対戦したが、13-40で完敗した。
2004年に代表引退。
2007年、現役引退が報道された。